# Automotrice RhB ABe 4/4 II
L'elettromotrice ABe 4/4 II è un'automotrice elettrica a corrente continua a scartamento metrico della Ferrovia Retica, (RhB), in servizio sulla ferrovia del Bernina, in Svizzera.

## Storia
Le elettromotrici vennero costruite in Svizzera, per la parte meccanica dalla Schlieren e per le apparecchiature elettriche dalla Société Anonyme des Ateliers de Sécheron e dalla Brown, Boveri & Cie, per conto della Ferrovia Retica in due sottoserie consegnate, tra 1964 e 1965 quelle numerate da 41 a 46 e, nel 1972, quelle numerate da 47 a 49.
Nel 2010 sono state ritirate dal servizio per far spazio alle più recenti ABe 8/12.

## Caratteristiche
Si tratta di rotabili di tipo classico a corrente continua della potenza installata di 680 kW in grado di raggiungere la velocità massima di 65 chilometri all'ora. La massa è di 41 tonnellate per le prime 3 unità e di 43 t per le seguenti. La capacità di traino è di 70 tonnellate. La serie 47-49 differisce per la lunghezza maggiore di 35 cm e un differente disegno del carrello.
La capacità interna è di 12 posti in prima classe e 24 in seconda classe. Erano accoppiabili a comando multiplo anche con le più recenti ABe 4/4 III. L'automotrice è controllabile, in caso di utilizzo congiunto con uno spazzaneve elettrico Xrotet 9.218-19, anche dalla cabina di quest'ultimo. La livrea è rossa come il resto dei rotabili RhB.